# امارت اپیروس
امارت اپیروس (Modern Greek: Δεσποτάτο της Ηπείρου)، امارتی است که پس از تشکیل امپراتوری لاتین پس از جنگ صلیبی چهارم در منطقه بالکان تشکیل شد و تا زمان حمله عثمانی به بالکان پایدار ماند.